# 采列主教座堂
采列主教座堂是位於斯洛維尼亞城市采列的一座羅馬天主教的教堂，是天主教采列教區的主教座堂。在12世紀時采列就已經有小教堂。現在的教堂在歷史上經歷過多次改建。。